# Giovanni de Primis
Giovanni de Primis (Catania, 5 de dezembro de 1389 - Nápoles, 21 de janeiro de 1449) foi um cardeal do século XV.

## Biografia
Nasceu em Catania em 1390. Foi chamado Cardeal de S. Sabina ou de S. Paolo. Ele também está listado como Ioannes Siculus; e como Giovanni di Sicilia. Seu sobrenome também está listado como de' Primi; como De Prima; como De Primo; como De Primi; e como De Prim.
Entrou na Ordem de São Bento (Benedictinos) da Congregação Cassinese de Santa Giustina de Pádua em 23 de junho de 1422, já adulto. Estudou Direito na Universidade de Pádua, obtendo o doutorado. Ele também obteve o doutorado em teologia na mesma universidade.
Ordenado (nenhuma informação adicional encontrada). Professor de teologia. Abade do mosteiro de S. Giustina de Pádua. Abade do mosteiro de S. Paolo fuori le Mura, Roma. Definidor de sua ordem durante quinze anos. Por duas vezes foi eleito abade geral de sua congregação. Trabalhou com grande dedicação para obter a reconciliação entre o rei Alfonso V de Aragão e o conde René de Anjou e assim restaurar a paz na Itália. Em 22 de abril de 1444, o Papa Eugênio IV nomeou-o núncio apostólico, legado latere e visitante geral do Reino de Trinacria. Em reconhecimento ao seu esforço, o papa promoveu-o ao cardinalato.
Criado cardeal sacerdote no consistório de 16 de dezembro de 1446 com o título de S. Sabina.
Recebeu em comenda a sé de Catânia em 3 de fevereiro de 1447; em 2 de dezembro de 1448, tornou-se bispo daquela diocese. Ele fundou a Universidade de Catânia. Nomeado legado da Sicília. Esteve ausente de Roma em 27 de fevereiro de 1447. Participou do conclave de 1447 , que elegeu o Papa Nicolau V.
Morreu em Nápoles em 21 de janeiro de 1449. Sepultado na igreja beneditina cassinesa de S. Severino, Nápoles